# Sycoecus wiebesi
Sycoecus wiebesi är en stekelart som beskrevs av Van Noort 1993. Sycoecus wiebesi ingår i släktet Sycoecus och familjen fikonsteklar.
Artens utbredningsområde är:
- Gabon.
- Elfenbenskusten.

Inga underarter finns listade i Catalogue of Life.